# Maarten van Horne
Maarten van Horne (fr: Martin de Horne) (1510 - 21 september 1570) was een edelman, de zoon van vader Maximiliaan van Horne, baron van Gaasbeek, heer van Houtkerke, heer van Heeze, en heer van Geldrop en moeder Barbara van Montfoort.
Hij verkocht de heerlijkheid Geldrop in 1552 aan zijn neef Hendrik van Merode, maar kreeg deze in zijn sterfjaar terug. Vervolgens erfde zijn zoon, Filips van Horne, de heerlijkheid.
In 1556 verkocht hij zijn Brusselse residentie voor 12.000 florijnen aan Floris van Pallandt. Voortaan sprak men van het Hof van Culemborg.

## Huwelijk en kinderen
Maarten van Horne trouwde in 1510 met Maria van Luxemburg Fiennes, die kinderloos stierf.
Hij hertrouwde in 1539 met Anna van Croÿ, dochter van Anton van Croÿ-Chimay, die op .
Hun kinderen waren:
- Filips van Horne, oudste zoon, geboortejaar onbekend.
- Joris van Horne (1545 - 1608)
- Amandus I van Horne (1550 - 1617)
- Willem van Horne (1550 - 1580)
- Maria van Horne (1556)

Maarten van Horne had bij zijn nicht Catharine van Horne (natuurlijke dochter van zijn broer) een natuurlijke zoon, Armand van Horne, né ex incestu & adulterio. Over de legitimiteit van de afstamming zijn nog jarenlang processen gevoerd.